# Lubeneț, Koriukivka
Lubeneț (în ucraineană Лубенець) este un sat în comuna Breci din raionul Koriukivka, regiunea Cernihiv, Ucraina.

## Demografie
Componența lingvistică a localității Lubeneț
     Ucraineană (98,06%)
     Rusă (1,94%)
Conform recensământului din 2001, majoritatea populației localității Lubeneț era vorbitoare de ucraineană (98,06%), existând în minoritate și vorbitori de rusă (1,94%).